# Circello
Circello – miejscowość i gmina we Włoszech, w regionie Kampania, w prowincji Benewent.
Według danych na I 2009 gminę zamieszkiwało 2531 osób przy gęstości zaludnienia 55,7 os./1 km².